# Jelena Michailovskaja

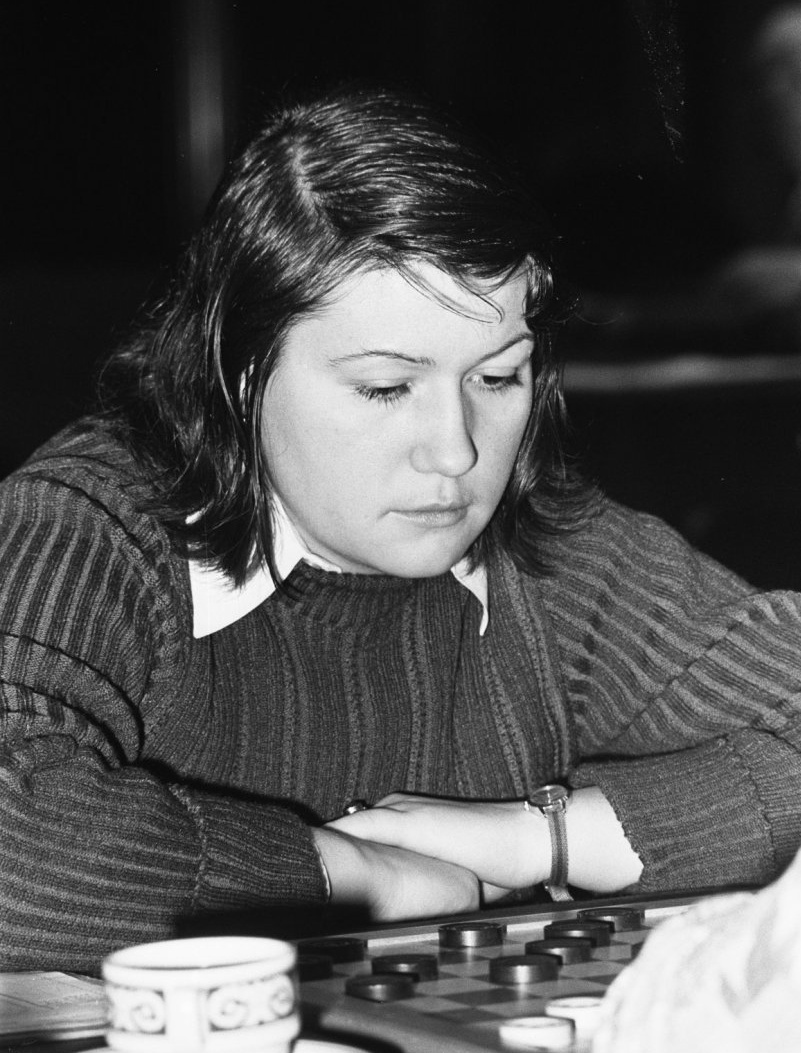
Jelena Michailovskaja in actie in 1974

Jelena Konstantinovna Michailovskaja (Russisch: Елена Константиновна Михайловская, Moskou, 21 november 1949 – aldaar, 4 februari 1995) was de eerste wereldkampioene dammen bij de vrouwen. Ze heeft deze titel vijf jaar achterelkaar gewonnen (1973-1977). Voordat ze zich concentreerde op dammen was ze vier keer kampioen van de Sovjet Unie bij het dammen op een 64 velden bord (1969-1972). Later heeft ze gecoacht en is ze leider geweest van de damclub van Moskou.

## Biografie
Als kind hield Jelena Michailovskaja al van het beoefenen van sport, maar op 15-jarige leeftijd werd ze door haar zwakke gezondheid gedwongen om het rustig aan te doen. Ze was eerst van plan om te gaan schaken maar het werd uiteindelijk de damsport. In haar eerste jaar zat ze al bij het team uit Moskou dat het jeugdkampioenschap van de Sovjet Unie won, en in 1968 won ze het individuele jeugdkampioenschap. Vanaf 1969 speelde ze voor de Moskouse damclub Lokomotiv Moskou, en won ze de titel van de Sovjet Unie bij de senioren bij het dammen op een 64 velden bord, door in de laatste partij van het toernooi de vorige kampioen Iraida Spasskaya te verslaan en vervolgens de barrage te winnen van Janina Augustinaite. Hierna behield ze deze titel nog drie jaar, wat daarvoor nog niemand gepresteerd had.
In het begin van de jaren zeventig schakelde Jelena Michailovskaja over op het internationale damspel. In 1973 won ze het prestigieuze internationale toernooi in Amsterdam wat later beschouwd zou gaan worden als het eerste onofficiële wereldkampioenschap bij de vrouwen. Ook in de vier daaropvolgende jaren won ze alle vier keren het officiële Wereldkampioenschap dammen voor vrouwen. Van deze was de overwinning in 1975 het meest speciaal omdat Michailovskaja eindigde met een bijna perfecte score van alleen maar overwinningen; alleen de laatste partij tegen Lenie Toonen-Geurts eindigde in een remise. In 1979 en 1980 lukte het haar niet om te winnen en wonnen Ludmilla Meijler-Sochnenko en Jelena Altsjoel de titel.
Toen Jelena Michailovskaja vanwege gezondheidsredenen niet meer actief was in kampioenschappen, bleef ze wel bezig met coachen. Ze was ook tot haar dood de voorzitter van de Moskouse damclub. Ze stierf in februari 1995 in Moskou en is begraven op het Vagankovo-kerkhof. Tien jaar later heeft de Moskouse Damclub 2005 uitgeroepen tot het "Jaar van Jelena Michailovskaja".